# Oreomava otwayensis
Oreomava otwayensis је пуж из реда Stylommatophora и фамилије Charopidae. 

## Угроженост
Ова врста се сматра рањивом у погледу угрожености врсте од изумирања.

## Распрострањење
Аустралија је једино познато природно станиште врсте.

## Станиште
Врста Oreomava otwayensis има станиште на копну.